# Santa Lucía Utatlán
Santa Lucía Utatlán är en kommunhuvudort i Guatemala.   Den ligger i departementet Departamento de Sololá, i den sydvästra delen av landet, 80 km väster om huvudstaden Guatemala City. Santa Lucía Utatlán ligger 2 563 meter över havet och antalet invånare är 1 305.
Terrängen runt Santa Lucía Utatlán är varierad. Runt Santa Lucía Utatlán är det tätbefolkat, med 530 invånare per kvadratkilometer. Närmaste större samhälle är Totonicapán, 19,0 km nordväst om Santa Lucía Utatlán. I omgivningarna runt Santa Lucía Utatlán växer huvudsakligen savannskog.